# Ахладија
Ахладија (грч. Αχλαδιά) је насељено место у општини Зрново у периферији Источна Македонија и Тракија, Грчка. Према попису из 2021. године било је 46 становника.
Према бугарском географу и историчару, Василу Канчову, у Ахладији је 1900. године живело 200 Турака. Године 1923. турско становништво је принудно исељено у Турску а на њихово место су насељене 32 грчке избегличке породице, којих је на попису из 1928. године било 128. Село се раније звало Блатчен.